# Loài người (Babylon 5)
Loài người là một trong nhiều loài sinh vật tồn tại trong vũ trụ hư cấu của Babylon 5. Họ xuất hiện trong tất cả các mùa, cũng như các phụ bản của series. Hành tinh quê hương của họ là Trái Đất, từ đó lãnh đạo Liên minh Trái Đất. Loài người được xem là một loài trẻ trong thiên hà, nhưng chính quyền của họ, Liên minh Trái Đất lại là một siêu cường của thiên hà.

## Hành tinh quê hương
Trái Đất là hành tinh quê hương của loài người. Bối cảnh của series Babylon 5 được đặt trong thế kỉ 23, và như Trái Đất ngày nay, Trái Đất vào thế kỉ 23 có bầu trời xanh, đại dương lớn, bảy lục địa cũng như vô số các đảo lớn nhỏ. Dân số của Trái Đất trong thời gian này đạt khoảng 9 tỉ người.
Ngoài Trái Đất, loài người đã thực dân hoá 23 hành tinh khác bằng cách thành lập trạm không gian Babylon 5, hợp thành Liên minh Trái Đất. Một số hành tinh đã bị thực dân hoá là Sao Hoả, Orion 7, và Proxima 3.

## Sinh lý học
Loài người trong Babylon 5 giống với loài người hiện tại, với một số điểm khác biệt chính: một số người có khả năng ngoại cảm xuất hiện vào khoảng năm 2160, với tỉ lệ khoảng 1 trên 1,000 người. Chưa từng có trường hợp ngoại cảm nào được xác nhận trước đó, nên sự xuất hiện đột ngột của họ có thể là do sự cản thiệp ở cấp độ di truyền từ người Vorlon. Khoảng một trong 10,000 người ngoại cảm có thêm siêu năng lực, dù một nửa trong số đó trở nên mất trí..
Trong suốt series, đặc trưng của con người là khả năng thích nghi của họ, họ sẵn sàng bắt tay với các loài khác để hình thành nên các cộng đồng. Dù một số loài khác, như người Narn và Minbari, có thể chất khoẻ và mạnh hơn loài người, khả năng của con người thích nghi với môi trường sống đa dạng đã giúp họ có ưu thế hơn so với nhiều loài khác. Ví dụ, con người có khả năng sống sót trong điều kiện khí hậu với nhiệt độ cao đủ để giết chết một người Minbari, và trong môi trường lạnh lẽo đủ để giết chết một người Drazi.
Mối liên kết giữa loài người và linh hồn Minbari đã sớm được phát hiện trong series, điều này giải thích lý do người Minbari đầu hàng trong Chiến tranh Trái Đất-Minbari.

Một con người đã tiến hoá trong bộ giáp tương tác, trong tập phim The Deconstruction of Falling Stars

Trong tập cuối của mùa 4 (The Deconstruction of Falling Stars), diễn ra ở thời điểm 1 triệu năm sau, loài người đã đạt được trạng thái "Tổ Tiên" (First One). Loài người, giờ đã tiến hoá thành một dạng năng lượng, cuối cùng đã rời khỏi Trái Đất, và có khả năng giả lập hình dạng vật lý của họ. Ngoại hình của họ tương tự như hiệu ứng đã được nhìn thấy từ Tổ Tiên Lorien.